# Kalabalik i Fabriken
Kalabalik i Fabriken är en svensk buskis-fars från Vallarnas friluftsteater år 2025, regisserad av Niklas Holtne och med manus av Holtne och Håkan Klamas.

## Handling[1]
Fabrikören Augustsson har gått i pension och låtit husan Berta (Jeanette Capocci) och förmannen Bergman (Mikael Riesebeck), ansvara för fabrikens fortsatta drift. Till sin hjälp har de fabrikens kamrer Putte (Jojje Jönsson). För att klara av att driva företaget anställs snart även den charmanta Filip Fjording (Peter Gröning) som direktör. Fjording inser snart att han skulle kunna lura av de tre kollegorna fabriken, och sätter en plan för att göra det i verket.
Bertas systrar Nora (Linnéa Lexfors) och Ditte (Jennie Rosengren) samlar samtidigt sina familjer i paradvåningen intill fabriken för att förbereda dopet av Dittes och Major Håårds (Pär Nymark) förstfödda. Systrarna anar att Fjording inte har rent mjöl i påsen, och de övertalar församlingsassistenten Rakel (Annika Andersson) att förföra Fjording så att de kan utröna och stoppa hans planer.

## Rollista[2]
| Jeanette Capocci | – Fröken Berta Karlsson, hushållerska.                           |
| Mikael Riesebeck | – Förman Alvin Bergman.                                          |
| Annika Andersson | – Församlingsassistenten Rakel.                                  |
| Jojje Jönsson    | – Kamrer Putte Lundström.                                        |
| Peter Gröning    | – Direktör Filip Fjording.                                       |
| Linnéa Lexfors   | – Nora Augustsson, Dittes äldre syster.                          |
| Jennie Rosengren | – Ditte Augustsson, Major Håårds fru tillika Noras yngre syster. |
| Pär Nymark       | – Major Håård, gift med Ditte.                                   |

## Produktion
Kalabalik i Fabriken är en fristående uppföljare till 2024 års uppsättning på Vallarnas friluftsteater: Korvfabrikören.
Originalidén till farsen stod Pär Nymark för. Föreställningen regisserades av Niklas Holtne. För manus svarade förutom Holtne även Håkan Klamas. För föreställningens scenografi svarade Arduino Punzo och Fredrik Dillberg. Marianne Lunderquist var kostymör, medan Ulrika Dahlström-Franke och Per Enarsson stod för skrädderi. För peruk och mask ansvarade Tiina Bengtsson. Peter Tellqvist stod för ljuddesign och ljudeffekter.
Kalabalik i Fabriken hade premiär på Vallarnas friluftsteater den 29 juni 2025. Under sommaren 2025 gavs 36 föreställningar av den där.
Hösten 2025 går föreställningen på turné och visas sammanlagt tjugotalet gånger. Turnén går till Borås, Gävle, Göteborg, Jönköping, Kalmar och Karlskrona, Karlstad, Linköping, Luleå, Lund och Malmö, Norrköping, Skellefteå, Umeå, Uppsala och Vara, Västerås, Växjö samt Örebro.